# Stortjärnen (Anundsjö socken, Ångermanland, 708026-160708)
Stortjärnen är en sjö i Örnsköldsviks kommun i Ångermanland och ingår i Gideälvens huvudavrinningsområde. Vid provfiske har röding fångats i sjön.